# 哈利·索耶
哈利臣·希奇·索耶（Harrison "Harry" Hickey Sawyer，1996年12月31日—） 生於澳洲布里斯班，澳洲足球運動員，司職前鋒。曾外借效力香港超級聯賽球會和富大埔。

## 球員生涯
在2017年初，他由布里斯班獅吼預備組轉會到澳職球會紐卡素噴射機，首度於職業賽事亮相。同年5月，他重返省聯賽球會西部光輝，並於7場賽事錄得15球。其後，他轉會到菲律賓球會達沃鷹。
2018年7月19日，他被借到獲亞協盃外圍賽參賽資格的香港球會和富大埔一年。2018/19球季，和富大埔奪得2018–19球季聯賽的冠軍寶座，亦是歷史上球會及區隊首次奪得香港頂級足球聯賽冠軍。

## 榮譽
和富大埔
- 香港超級聯賽冠軍（2018–19季度）香港頂級足球聯賽

## 外部連結
- Soccerway資料庫：哈利·索耶
- Harrison Sawyer （页面存档备份，存于）
- HKFA（页面存档备份，存于）